# KIA 포럼
KIA 포럼(영어: KIA Forum)은 미국 캘리포니아주 잉글우드에 위치한 실내 경기장이다. 과거 NBA 로스앤젤레스 레이커스와 NHL 로스앤젤레스 킹스 그리고 WNBA 로스앤젤레스 스파크스의 홈경기장으로 사용했다.
소파이 스타디움(영어: SoFi Stadium)과 할리우드 파크 카지노(영어: Hollywood Park Casino) 북쪽에, 로스앤젤레스 국제공항(영어: Los Angeles International Airport)에서 동쪽으로 약 3마일(4.8 km ) 떨어진 곳이다.
KIA 포럼은 이전에 그레이트 웨스턴 포럼으로 알려져 있었으며 오랜 레이커스 플레이 바이 플레이 아나운서 칙 헌에 의해 "멋진 포럼"이라는 별명을 얻었다. "포럼"이라는 이름으로 다른 곳과 구별하기 위해 비공식적으로 LA 포럼(영어: LA Forum)으로도 알려져 있다.